# 매춘 (영화)
《매춘》(賣春, Prostitution)은 한국에서 제작된 유진선 감독의 1988년 에로 영화이다. 나영희 등이 주연으로 출연하였고 한용수 등이 제작에 참여하였다.

## 출연

### 주연
- 나영희
- 김문희
- 마흥식
- 김성환

### 조연
- 이형걸
- 한영수
- 김성찬

## 기타
- 원작자: 윤일웅
- 제작부장: 이완호
- 촬영부: 조병구
- 촬영부: 안봉주
- 촬영부: 장재기
- 촬영부: 유광열
- 촬영부: 이종훈 1
- 조명: 최입춘
- 조명부: 박만창
- 조명부: 송훈
- 조명부: 김영대
- 조명부: 김병국
- 조명부: 조대영
- 스크립터: 김미정
- 스크립터: 손소명
- 조감독: 이진
- 조감독: 권홍진
- 조감독: 김승남
- 녹음: 김경일
- 미술: 도용우
- 소품: 김태욱
- 편집보: 박곡지
- 효과: 양대호